# Громадська організація «Об'єднання добровольців»

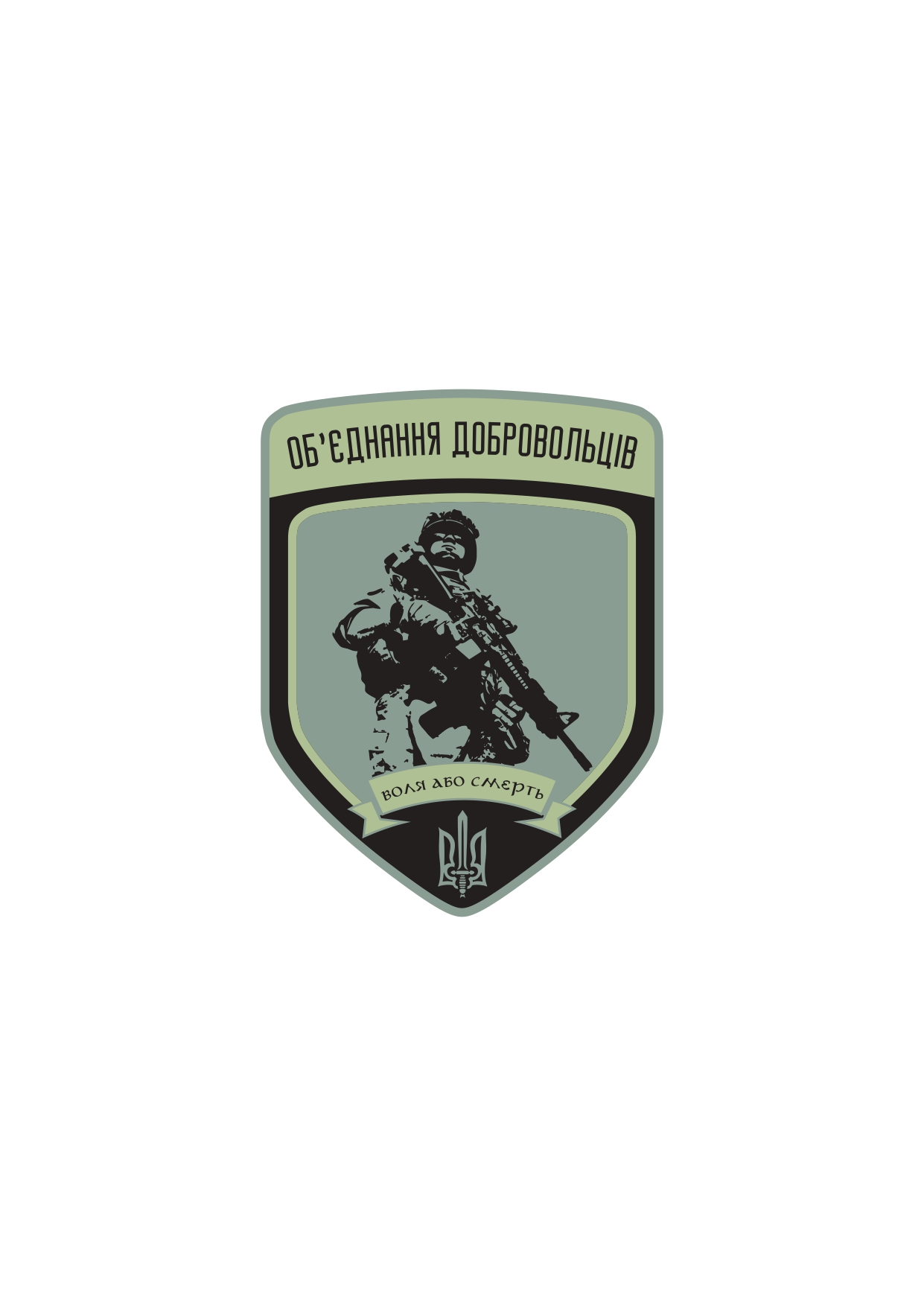
Шеврон "Об'єднання Добровольців"

Всеукраїнська громадська організація "Об'єднання Добровольців" — українська неприбуткова громадська організація, що захищає інтереси добровольців, ветеранів, інвалідів АТО та бойових дій, а також сімей військових, які загинули на фронті. Є однією з найбільших ветеранських організацій України.

## Історія та засновники
ВГО "Об'єднання Добровольців" заснована у 2014 році, з ініціативи Олени Олександрівни Живко, ветеранки, адвокатки, яка й очолює всеукраїнське об’єднання.
З перших днів військових дій на Сході України активісти почали організовувати збір гуманітарної допомоги, яку разом із побратимами неодноразово доставляли на лінію зіткнення (фронту). З часом це вилилося в добровольчий рух, який переріс у всеукраїнське громадське «Об’єднання Добровольців». 
Ініціаторами створення стали добровольці, учасники АТО, громадські активісти, учасники Революції Гідності та волонтери. Основу організації складають бійці добровольчих батальйонів, регулярних частин української армії та волонтери, а також патріотична молодь та інші небайдужі громадяни.

## Мета
- захист інтересів ветеранів на всіх рівнях;
- матеріальна підтримка і допомога ветеранам, особам з інвалідністю,  сім’ям військових, які загинули на фронті[3];
- юридичний супровід добровольцям, військовослужбовцям та демобілізованим;
- соціальна і психологічна адаптація учасників бойових дій;
- доставка продуктів харчування, медикаментів, речей побутового вжитку, та військового спорядження в зону бойових дій;
- допомога в працевлаштуванні  ветеранів ;
- сприяння в отриманні статусу учасника бойових дій;[4]
- розвиток соціальних проєктів та волонтерських рухів.

## Осередки
Станом на березень 2020 року ГО "Об'єднання добровольців" має структурні підрозділи у таких регіонах — Київській, Сумській, Тернопільській, Львівський, Рівненській, Харківський, Кіровоградській, Миколаївській, Закарпатській, Черкаській, Одеській, Сумській областях, а також містах: Київ, Одеса, Львів, Харків.  Кожна з вище зазначених областей має свого керівника осередку. 
Штаб-квартира розташована в м. Львів
«Об’єднання Добровольців» має молодіжний підрозділ — Цивільна Оборона, який об’єднує національно-патріотичних юнаків та дівчат від 15 до 21 року.

## Проєкти та ініціативи
ВГО «Об’єднання Добровольців» є активним учасником та ініціатором численних неполітичних акцій, серед яких «Крим - це Україна», вшанування пам'яті захисників України, які загинули під час виходу з Іловайська 29 серпня 2014 року, всесвітня акція протесту «Стоп,Путін! Стоп війна!», вшанування пам'яті жертв Голодомору 1932-1933 та ін.
Об'єднання виступає організатором творчих вечорів, таких, як "Вечір творчості Тараса Шевченка" та свят до Дня матері, Дня Добровольця, Дня незалежності, Дня соборності тощо. Спільно з добровольцем організації презентували видання "Фронтовий Кобзар" та презентували його в усіх куточках України.
Також щорічно для дітей ветеранів АТО, та тих чиї батьки не повернулися з фронту Об’єднання організовує святкування до Дня Святого Миколая, екскурсії та розважально-пізнавальні програми.
14 березня, починаючи з 2015 року "Об'єднання добровольців" організовує та спільно з іншими громадськими організаціями, державними структурами, меценатами та волонтерами проводить нагородження до Дня Добровольця. Учасники російсько-української війни, а серед них добровольці, військовослужбовці, волонтери, госпітальєри нагороджуються відзнаками, серед яких : "Хрест бойового братерства", медалі "За оборону рідної держави" та "Доброволець АТО", а починаючи з 2020 року "Орден Добровольця"
ГО "Об'єднання добровольців" має періодичне видання — газету "Вісник Добровольців"